# Rosmarinus eriocalyx
Rosmarinus eriocalyx là một loài thực vật có hoa trong họ Hoa môi. Loài này được Jord. & Fourr. miêu tả khoa học đầu tiên năm 1866.